# Стівен Альсате
Стівен Альсате (ісп. Steven Alzate, нар. 8 вересня 1998, Кемден) — колумбійський футболіст, півзахисник англійського «Брайтона» і збірної Колумбії. На правах оренди грає за «Стандард» (Льєж).
Виступав, зокрема, за клуби «Лейтон Орієнт» та «Свіндон Таун».

## Клубна кар'єра
Народився 8 вересня 1998 року в місті Кемден. Вихованець футбольної школи клубу «Лейтон Орієнт». Дорослу футбольну кар'єру розпочав 2016 року в основній команді того ж клубу. 4 березня 2017 забив свій перший гол у футболці «Лейтон Орієнт» у гостьовому матчі проти «Ньюпорта» (0:4). Загалом провів у команді один сезон, взявши участь у 12 матчах чемпіонату. 
Своєю грою за цю команду привернув увагу представників тренерського штабу «Брайтона», до складу якого приєднався 2017 року.
2 липня 2018 року перейшов на правах оренди до складу клубу «Свіндон Таун». Більшість часу, проведеного у складі «Свіндон Таун», був основним гравцем команди.
9 січня 2019 року повернувся до складу «Брайтона».

## Виступи за збірну
2019 року дебютував в офіційних матчах у складі національної збірної Колумбії.

## Статистика виступів

### Статистика клубних виступів
| Сезон             | Команда            | Чемпіонат         | Чемпіонат | Чемпіонат | Національний кубок | Національний кубок | Національний кубок | Континентальні кубки | Континентальні кубки | Континентальні кубки | Інші змагання | Інші змагання | Інші змагання | Усього | Усього | Усього |
| Сезон             | Команда            | Ліга              | Ігор      | Голів     | Ліга               | Ігор               | Голів              | Ліга                 | Ігор                 | Голів                | Ліга          | Ігор          | Голів         | Ігор   | Голів  |        |
| ----------------- | ------------------ | ----------------- | --------- | --------- | ------------------ | ------------------ | ------------------ | -------------------- | -------------------- | -------------------- | ------------- | ------------- | ------------- | ------ | ------ | ------ |
| 2016–17           | «Лейтон Орієнт»    | ФЛ2               | 12        | 1         | КА+КЛ              | 0                  | 0                  |                      | -                    | -                    | ТФЛ           | 0             | 0             | 12     | 1      |        |
| 2017–18           | «Брайтон енд Гоув» | ПЛ                | 0         | 0         | КА+КЛ              | 0                  | 0                  |                      | -                    | -                    |               | -             | -             | 0      | 0      |        |
| 2018–2019         | «Свіндон Таун»     | ФЛ2               | 22        | 2         | КА+КЛ              | 2+1                | 1+0                |                      | -                    | -                    | ТФЛ           | 1             | 0             | 26     | 3      |        |
| 2018–2019         | «Брайтон енд Гоув» | ПЛ                | 0         | 0         | КА+КЛ              | 0                  | 0                  |                      | -                    | -                    |               | -             | -             | 0      | 0      |        |
| 2019–20           | «Брайтон енд Гоув» | ПЛ                | 4         | 0         | КА+КЛ              | 0+1                | 0                  |                      | -                    | -                    |               | -             | -             | 5      | 0      |        |
| Усього за кар'єру | Усього за кар'єру  | Усього за кар'єру | 38        | 3         |                    | 5                  | 0                  |                      | -                    | -                    |               | -             | -             | 43     | 3      |        |